# Monarcha cinerascens
Monarcha cinerascens е вид птица от семейство Monarchidae.

## Разпространение
Видът е разпространен в Индонезия, Източен Тимор, Папуа Нова Гвинея и Соломоновите острови.